# Albert Hall (lekkoatleta)
Albert William Hall (ur. 2 sierpnia 1934 w Manchester-by-the-Sea w stanie Massachusetts, zm. 9 października 2008 w Tonopah w stanie Nevada) – amerykański lekkoatleta, specjalizujący się w rzucie młotem, trzykrotny mistrz igrzysk panamerykańskich i czterokrotny olimpijczyk.
Zajął 4. miejsce na igrzyskach olimpijskich w 1956 w Melbourne. Zwyciężył w tej konkurencji na igrzyskach panamerykańskich w 1959 w Chicago. Na igrzyskach olimpijskich w 1960 w Rzymie zajął 14. miejsce. Ponownie zdobył złoty medal na igrzyskach panamerykańskich w 1963 w São Paulo. Zajął 12. miejsce na igrzyskach olimpijskich w 1964 w Tokio, a na swych czwartych igrzyskach olimpijskich w 1968 w Meksyku nie wszedł do finału. Po raz trzeci zwyciężył w rzucie młotem na igrzyskach panamerykańskich w 1971 w Cali.
Był mistrzem USA (AAU) w rzucie młotem w 1962 i 1963 oraz halowym mistrzem USA w rzucie 35 funtowym ciężarem w latach 1962–1964 i 1969.
Rekord życiowy Halla  w rzucie młotem wynosił 67,29 m. Został ustanowiony 8 lipca 1972 w Eugene.